# Эрчетин, Айкут
Айку́т Эрчети́н (тур. Aykut Erçetin; род. 14 сентября 1982, Гёппинген, Баден-Вюртемберг) — родившийся в Германии турецкий футболист, вратарь. Окончил футбольную школу «Штутгарта». Знает четыре языка: турецкий, латинский, английский и немецкий.

## Карьера

### Клубная
Айкут окончив академию «Штутгарта», перебрался в ряды резервной команды, но карьера у него там так и не пошла, и на правах свободного трансфера он в 2002 году перебрался на историческую родину в Турцию, подписав контракт со стамбульским клубом «Галатасарай», где 23 февраля 2002 года он дебютировал за молодёжную команду против «Малатьяспора», отыграл все 90 минут и пропустил один мяч. В то время основным вратарём был опытный Фарид Мондрагон и Айкут в основном играл за молодёжку и в Кубке Турции. Дебютировал за основу футболист 22 ноября 2003 года в матче против «Денизлиспора», в том матче Мандрагон получил красную карточку, Айкут на 76-й минуте вышел на замену и успел в этом матче пропустить мяч, «Галатасарай» потерпел тогда поражение 1:2. Полноценный дебют за основную команду выпал на 17 декабря 2003 года в кубковом матче против «Тюрк Телекомспора», он вышел в стартовом составе и, отыграв весь матч, пропустил мяч, его команда выиграла 4:1. Однако после ухода колумбийца он временно стал основным голкипером в сезоне (2007-08), а потом снова сел на скамью после прихода итальянца Моргана Де Санктиса. В сезоне 2008/09 отыграл 8 матчей (6 из них кубковые), в которых пропустил 11 мячей, и сыграл один матч в сухую, а также принял непосредственное участие в завоевании Суперкубка Турции, отыграв весь матч против «Кайсериспора» (матч закончился победой 2:1).
В 2014 году Айкут перешёл в «Ризеспор», провёл за этот клуб один сезон, в течение которого сыграл 10 матчей (лишь один в чемпионате Турции). Летом 2015 года он покинул клуб, став свободным агентом.

### Международная
Айкут с 2000 года играл за молодёжные сборные Турции U-17, U-18 и U-21 на протяжении трёх лет, успел сыграть за неё 5 матчей, вызывался же 11 раз. В 2004—2008 годах выступал за вторую сборную Турции. В первую сборную Турции впервые был вызван на товарищеский матч 12 апреля 2006 года с командой Азербайджана, но на поле так и не вышел.

## Достижения
«Галатасарай»
- Победитель Турецкой Суперлиги (3): 2005/06, 2007/08, 2011/12
- Обладатель Кубка Турции: 2004/05
- Обладатель Суперкубка Турции: 2008